# 上作延
上作延（かみさくのべ）は、神奈川県川崎市高津区の地名。現行行政地名は上作延1丁目から上作延5丁目および大字上作延。住居表示は上作延（丁目あり）が実施済み区域、大字は未実施区域。

## 地理
高津区の西端に位置する。区内の下作延、向ケ丘、宮前区の神木本町と接している。
北半を川崎市営緑ヶ丘霊園の敷地が占めており、南側は住宅地となっている。住居表示実施後も、緑ヶ丘霊園および南端部（神奈川県立高津支援学校付近）のわずかな区域に大字上作延が残っている。
- 河川: 平瀬川

### 地価
住宅地の地価は、2025年（令和7年）1月1日の公示地価によれば、上作延2-4-25の地点で25万4000円/m²、上作延4-29-20の地点で24万1000円/m²となっている。

## 歴史
- 慶長2年（1597年） - 作延村が上作延村と下作延村に分かれる[8]。
- 1889年（明治22年）4月1日 - 町村制の施行により、上作延村、長尾村、平村、菅生村および下作延村の飛地が合併して向丘村が成立[9]。
- 1938年（昭和13年）10月1日 - 向丘村が川崎市に編入される[8]。
- 2023年（令和5年）1月23日 - 住居表示実施により、上作延の一部から上作延1丁目～3丁目が成立[10]。
- 2023年（令和5年）10月23日 - 住居表示実施により、上作延の一部から上作延4丁目が、上作延・向ケ丘・下作延の各一部から上作延5丁目がそれぞれ成立[11]。

## 世帯数と人口
2025年（令和7年）6月30日現在（川崎市発表）の世帯数と人口は以下の通りである。
| 大字・丁目  | 世帯数    | 人口     |
| ----------- | --------- | -------- |
| 上作延      | 1世帯     | 1人      |
| 上作延1丁目 | 1,548世帯 | 3,092人  |
| 上作延2丁目 | 573世帯   | 1,177人  |
| 上作延3丁目 | 882世帯   | 1,642人  |
| 上作延4丁目 | 833世帯   | 1,841人  |
| 上作延5丁目 | 1,635世帯 | 3,455人  |
| 計          | 5,472世帯 | 11,208人 |

### 人口の変遷
国勢調査による人口の推移。
| 年                 | 人口   |
| ------------------ | ------ |
| 1995年（平成7年）  | 10,310 |
| 2000年（平成12年） | 10,033 |
| 2005年（平成17年） | 10,138 |
| 2010年（平成22年） | 11,012 |
| 2015年（平成27年） | 11,257 |
| 2020年（令和2年）  | 11,115 |

### 世帯数の変遷
国勢調査による世帯数の推移。
| 年                 | 世帯数 |
| ------------------ | ------ |
| 1995年（平成7年）  | 3,750  |
| 2000年（平成12年） | 3,832  |
| 2005年（平成17年） | 4,074  |
| 2010年（平成22年） | 4,556  |
| 2015年（平成27年） | 4,822  |
| 2020年（令和2年）  | 4,881  |

## 学区
市立小・中学校に通う場合、学区は以下の通りとなる（2024年3月時点）。
| 大字・丁目  | 番・番地等                | 小学校               | 中学校             |
| ----------- | ------------------------- | -------------------- | ------------------ |
| 上作延1丁目 | 1～6番、10～27番          | 川崎市立上作延小学校 | 川崎市立向丘中学校 |
| 上作延1丁目 | 7～9番、28～30番          | 川崎市立南原小学校   | 川崎市立向丘中学校 |
| 上作延2丁目 | 全域                      | 川崎市立南原小学校   | 川崎市立向丘中学校 |
| 上作延3丁目 | 全域                      | 川崎市立南原小学校   | 川崎市立向丘中学校 |
| 上作延4丁目 | 1～4番、9～19番、29～30番 | 川崎市立上作延小学校 | 川崎市立向丘中学校 |
| 上作延4丁目 | 5～8番、20～28番          | 川崎市立南原小学校   | 川崎市立向丘中学校 |
| 上作延5丁目 | 全域                      | 川崎市立上作延小学校 | 川崎市立向丘中学校 |

## 事業所
2021年（令和3年）現在の経済センサス調査による事業所数と従業員数は以下の通りである。
| 大字・丁目 | 事業所数  | 従業員数 |
| ---------- | --------- | -------- |
| 上作延     | 197事業所 | 1,454人  |

### 事業者数の変遷
経済センサスによる事業所数の推移。
| 年                 | 事業者数 |
| ------------------ | -------- |
| 2016年（平成28年） | 194      |
| 2021年（令和3年）  | 197      |

### 従業員数の変遷
経済センサスによる従業員数の推移。
| 年                 | 従業員数 |
| ------------------ | -------- |
| 2016年（平成28年） | 1,301    |
| 2021年（令和3年）  | 1,454    |

## 交通

### 鉄道
地域内に鉄道路線及び鉄道駅は存在しないものの、JR南武線の津田山駅や東急田園都市線の梶が谷駅が近接しているほか、町内を通過する道路を経由するバス路線が、溝の口駅発着で多数設定されている。

### バス
以下のバス路線を利用することができる。
町域中央部を経由する路線（停留所は西側から、森林公園前・上作団地前・上作延・宮ノ下の順。）
- 溝10（川崎市）溝口駅南口 - 上作延ほか - 柿生駅
- 溝11（川崎市）溝口駅南口 - 上作延ほか - 新百合ヶ丘駅
- 溝15（川崎市）第三京浜入口・溝口駅南口 - 上作延ほか - 宮前平駅
- 溝16（川崎市）溝口駅南口 - 上作延ほか - 聖マリアンナ医科大学・鷺ヶ峰営業所・菅生車庫・北部市場前
- 溝17（川崎市）溝口駅南口 - 上作延ほか - 菅生車庫
- 溝18（川崎市）溝口駅南口 - 上作延ほか - 聖マリアンナ医科大学前
- 溝19（川崎市）溝口駅南口 - 上作延ほか - 向ヶ丘遊園駅南口

町域南部を経由する路線（停留所は上作南原）
- 向01（東急）向ヶ丘遊園駅南口 - 上作南原 - 梶が谷駅

## 施設
- 川崎上作延郵便局
- 川崎市立上作延小学校
- 川崎市立南原小学校
- 上作延こども文化センター
- 上作延北原公園
- 緑ヶ丘霊園
- 市営上作延住宅
- 神明神社
- 延命寺
- 上作延教会

## その他

### 日本郵便
- 郵便番号 : 213-0034[3]（集配局 : 高津郵便局[22]）

### 警察
町内の警察の管轄区域は以下の通りである。
| 大字・丁目  | 番・番地等 | 警察署     | 交番・駐在所   |
| ----------- | ---------- | ---------- | -------------- |
| 上作延      | 全域       | 高津警察署 | 津田山駅前交番 |
| 上作延1丁目 | 全域       | 高津警察署 | 津田山駅前交番 |
| 上作延2丁目 | 全域       | 高津警察署 | 津田山駅前交番 |
| 上作延3丁目 | 全域       | 高津警察署 | 津田山駅前交番 |
| 上作延4丁目 | 全域       | 高津警察署 | 津田山駅前交番 |
| 上作延5丁目 | 全域       | 高津警察署 | 津田山駅前交番 |